# Medal za Odwagę w Sprawie Wolności
Królewski Medal za Odwagę w Sprawie Wolności (ang. King’s Medal for Courage in the Cause of Freedom) – brytyjski cywilny medal ustanowiony 23 sierpnia 1945 roku przez króla Jerzego VI i nadawany od 1947.

## Zasady nadawania
Medal był przyznawany osobom, głównie obcokrajowcom, które w czasie II wojny światowej z narażeniem życia wspierały brytyjskie oddziały, umożliwiając im uniknięcie zagrożenia ze strony nieprzyjaciela lub w inny sposób wspierały brytyjskie lub alianckie siły.
Pierwsze medale nadano w 1947 roku, w sumie odznaczono około 3200 osób.
Osoby, które przyczyniły się do realizacji celów brytyjskich lub alianckich sił w czasie wojny z narażeniem na mniejsze niebezpieczeństwo, otrzymywały Królewski Medal za Służbę w Sprawie Wolności.

## Opis medalu
Medal był wykonany ze srebra i miał 36 mm średnicy.
Na awersie znajdują się portret (głowa) Jerzego VI skierowany w lewo i napis „GEORGIVS VI D: G: BR: omn: REX ET INDIAE IMP”
Na rewersie widnieje napis „THE KING’S / MEDAL FOR / COURAGE / IN THE CAUSE OF / FREEDOM” w pięciu wierszach. Słowo „Courage” (Odwaga) napisane jest większą czcionką niż pozostałe. Napis otoczony jest łańcuchem w kształcie okręgu.
Medal zawieszony jest na białej wstążce z dwoma wąskimi niebieskimi paskami pośrodku i czerwonymi brzegami.